# Nymphon novaehollandiae
Nymphon novaehollandiae är en havsspindelart som beskrevs av Clark, W.C. 1963. Nymphon novaehollandiae ingår i släktet Nymphon och familjen Nymphonidae. Inga underarter finns listade i Catalogue of Life.